# Colostygia olivata
Colostygia olivata là một loài bướm đêm thuộc họ Geometridae. Loài này có ở hầu hết châu Âu.
Sải cánh dài 22–27 mm. Con trưởng thành bay từ tháng 5 đến tháng 8 làm một đợt.
Ấu trùng ăn các loài Galium. Ấu trùng có thể tìm thấy từ tháng 9 đến tháng 5.

## Phụ loài
- Colostygia olivata olivata
- Colostygia olivata gigantea Pinker, 1953

## Hình ảnh

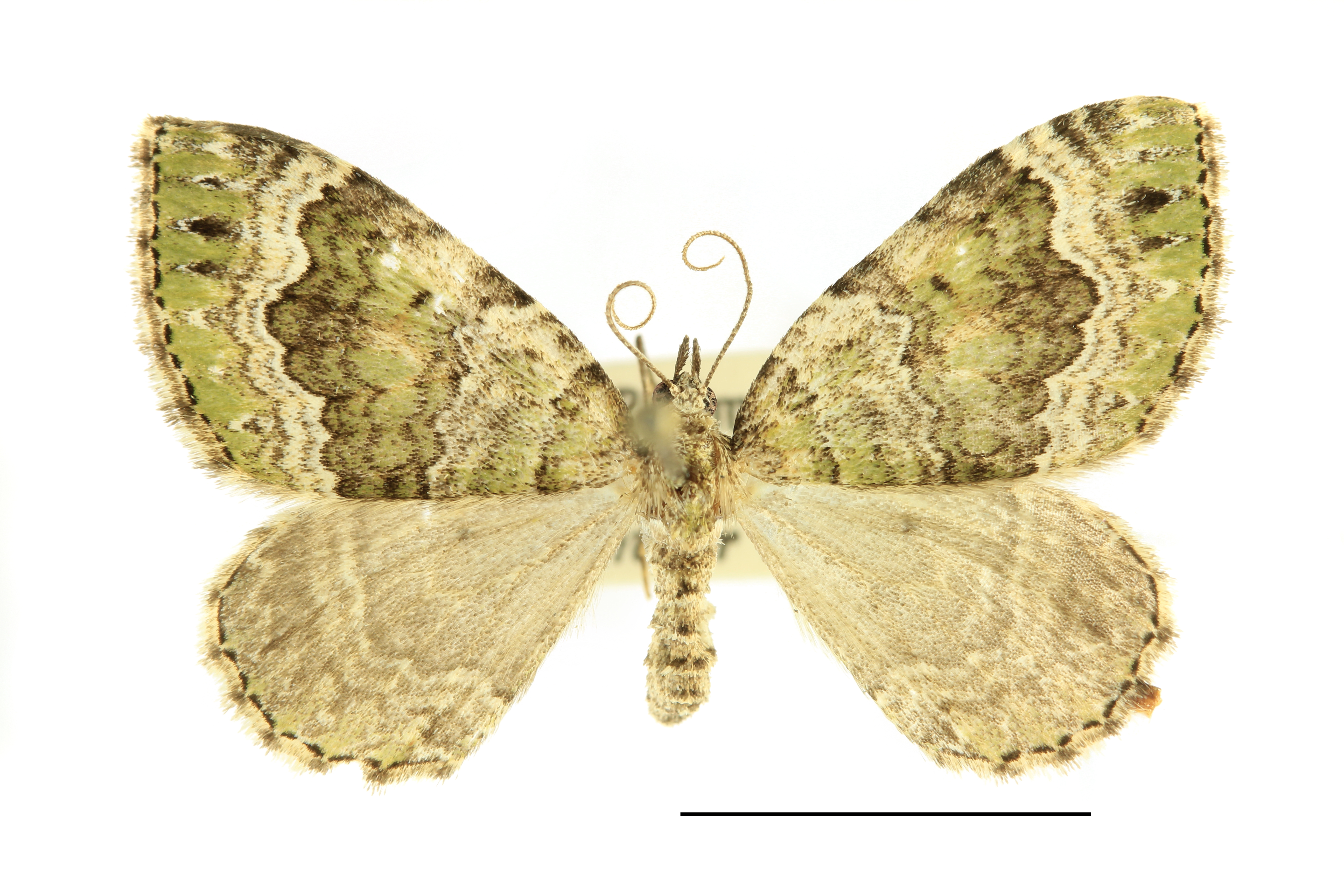
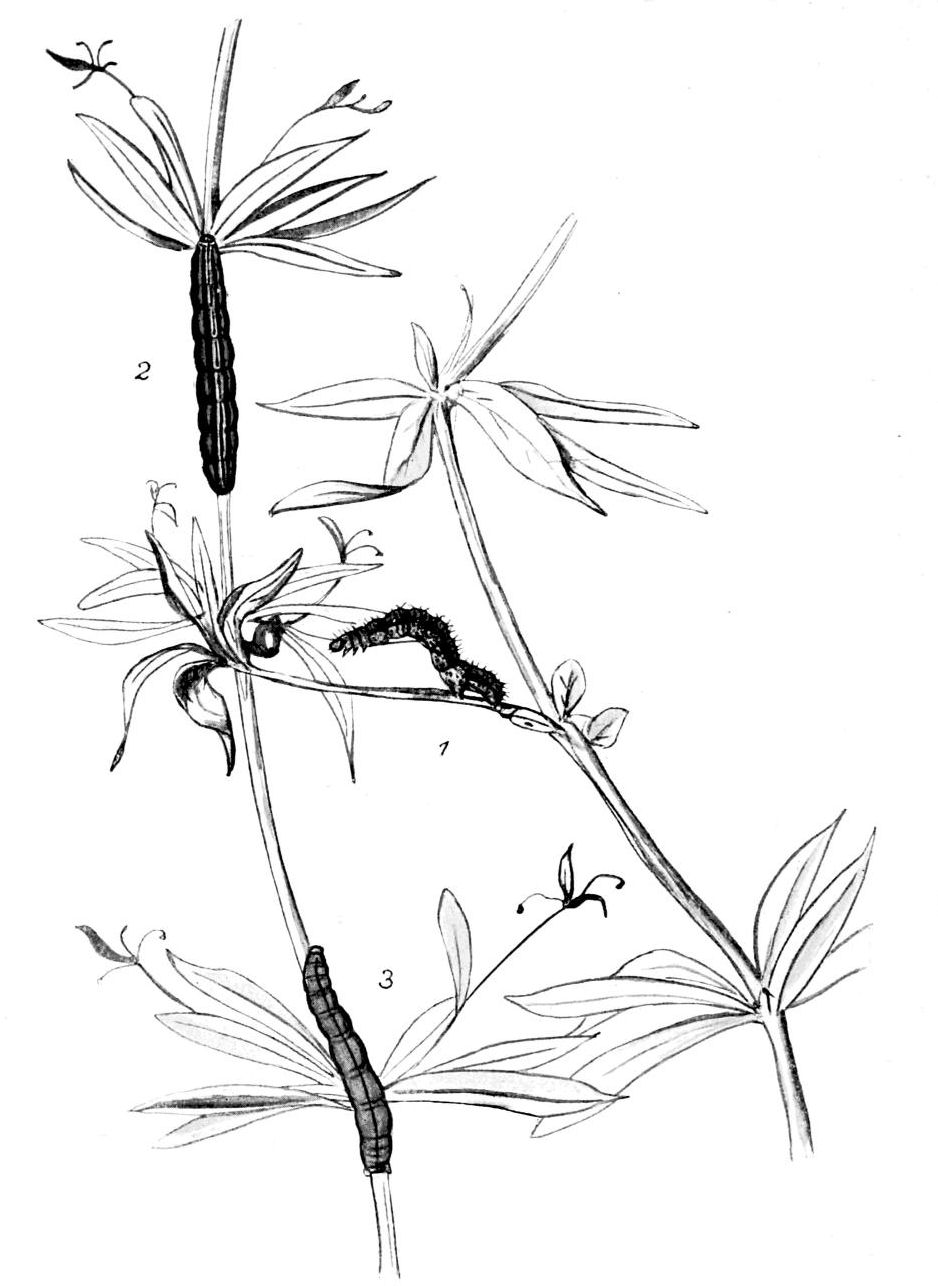
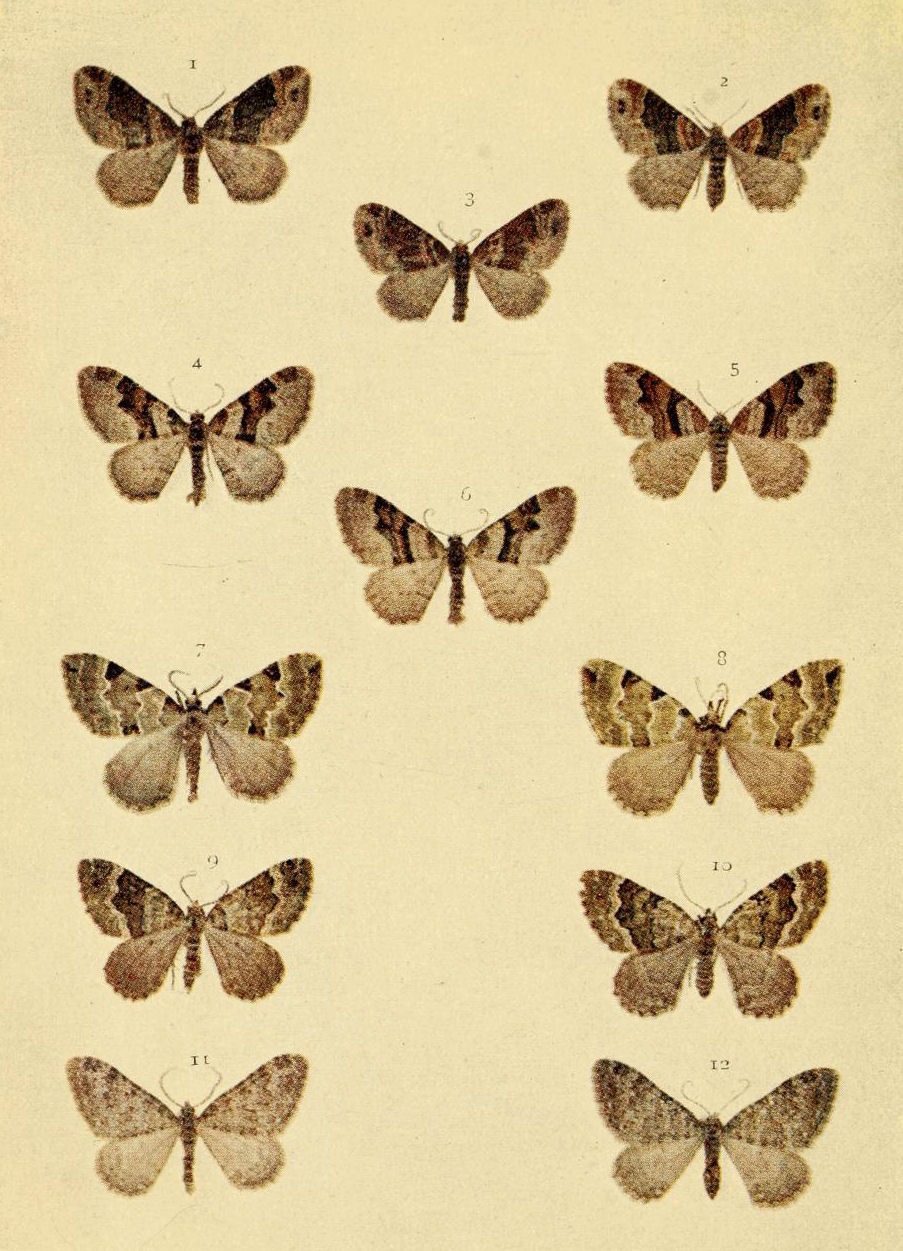